# Канбан
Канбан (カンバン), буквално значейки дъска от знаци или рекламно пано, е концепция свързана със стегнатото производство (от англ. Lean Manufacturing) и производството точно навреме (от англ. JIT – Just In Time production)
.
Канбан не е система контролираща инвентара. Това е по-скоро планова система, която спомага за определянето на какво, кога и колко
да бъде произведено.

## Произход
В края на 40-те години на 20 век корпорацията Toyota започва да изследва супермаркетите и техните начини на инвентаризация, основавайки се на идеята, че клиентите трябва да получават точно това което пожелават в удобното за тях време и удобното за тях количество. Още повече, че супермаркетите не поддържат на склад големи количества, защото снабдяването за в бъдеще е осигурено.

### Канбан карти
Картите канбани представляват ключов компонент, чрез който потребителите предават сигнала за нуждата от преместването на материалите в производствения процес (или от / към външни доставчици). Така поставена карта е сигнал, че вид материал е изчерпан. Допълнително значение може да бъде предавано и с цвета на картата – например жълта карта би могла да значи скоро изчерпване на материала, а червенто липсата му в нужното звено на производството. Софтуерни продукти като Oracle ERP, SAP ERP или Microsoft DynamicsAX използват също концепцията на Канбан.

### 6-те правила на Toyota
- Не изпращай дефектни продукти към следващия процес
- Следващият процес идва да изтегли само това което е необходимо
- Произвеждай само точното количество, което ще бъде изтеглено от следващия процес
- Измервай производството
- Канбан е средство за усъвършестване
- Стабилизирай и уравновесявай процеса

## Допълнителни източници
- Ohno, Taiichi. Toyota Production System: Beyond Large-Scale Production.   Productivity Press, 1988. ISBN 978-0-915299-14-0.
- Waldner, Jean-Baptiste. Principles of Computer-Integrated Manufacturing.   John Wiley & Sons, 1992. ISBN 047193450X.
- Louis, Raymond. Custom Kanban: Designing the System to Meet the Needs of Your Environment.   University Park, IL, Productivity Press, 2006. ISBN 978-1-56327-345-2.
- Ladas, Corey. Scrumban: Essays on Kanban Systems for Lean Software Development.   Modus Cooperandi Press, 2008. ISBN 0578002140.